# دانیل فرلند
دانیل فرلند (انگلیسی: Danielle Ferland؛ زادهٔ ۳۱ ژانویهٔ ۱۹۷۱) بازیگر اهل ایالات متحده آمریکا است.

## بخشی از فیلمشناسی
- آفرودیت توانا
- تماشاخانه آمریکایی
- نظم و قانون: واحد قربانیان ویژه
- قلب طبیعی
- جسیکا جونز
- او ای
- واندر ویل
- نارنجی مد جدید است
- نجیب‌زادگان
- تیک، تیک... بوم!